# Ethan Hawke
Ethan Green Hawke (ur. 6 listopada 1970 w Austin) – amerykański aktor, scenarzysta i reżyser filmowy.

## Życiorys

### Wczesne lata
Urodził się w Austin w Teksasie jako syn Leslie (z domu Green), pracownicy organizacji charytatywnej, i Jamesa Hawke’a, aktuariusza ubezpieczeń. Jego rodzice poznali się w High School w Fort Worth w Teksasie, kiedy jego matka była 17-latką. Hawke urodził się rok później, w momencie jego narodzin rodzice byli studentami University of Texas at Austin, a później rozwiedli się (1974). Jego matka uczęszczała na nabożeństwa do kościoła episkopalnego, a jego ojciec był baptystą.
Po separacji jego rodziców, był wychowywany przez matkę. Kilka razy z matką zmieniał miejsce zamieszkania, zanim osiedlił się w Nowym Jorku, gdzie uczęszczał do Packer Collegiate Institute w Brooklyn Heights. Kiedy miał 10 lat, jego matka ponownie wyszła za mąż, a rodzina przeniosła się do West Windsor Township, w New Jersey, gdzie Hawke uczęszczał do West Windsor–Plainsboro High School South, później przeniósł się do Hun School of Princeton, szkoły średniej z internatem, którą ukończył w 1988.
W liceum Hawke pragnął zostać pisarzem, ale zainteresował się aktorstwem. W wieku 13 lat zadebiutował w szkolnej produkcji George’a Bernarda Shawa Święta Joanna (Saint Joan), a także występował w musicalu Spotkamy się w St. Louis i Cieszmy się życiem. Uczył się aktorstwa w McCarter Theatre na kampusie Princeton, a po ukończeniu liceum studiował aktorstwo w Carnegie Mellon University w Pittsburgu.

### Kariera
Zadebiutował na dużym ekranie w wieku 14 lat rolą nastoletniego Bena Crandalla, który marzy o locie w kosmos, w komedii przygodowej Joego Dantego Odkrywcy (Explorers, 1985) z Riverem Phoenixem i Amandą Peterson. Aktorstwa uczył się w British Theatre Association w Anglii oraz na Carnegie Mellon University w Pittsburghu. Do kina powrócił w roli Todda Andersona, studenta Akademii Weltona, elitarnej szkole średniej o 
wielkich osiągnięciach w dramacie Petera Weira Stowarzyszenie Umarłych Poetów (Dead Poets Society, 1989) u boku Robina Williamsa. Film zdobył nagrodę BAFTA i był nominowany do Nagrody Akademii Filmowej w kategorii „Najlepszy film”. W komediodramacie Tato (Dad, 1989) wystąpił jako Billy, syn Teda Dansona i wnuk Jacka Lemmona.
Na początku lat 90. grał w wielu filmach, w tym w adaptacji powieści Jacka Londona Biały Kieł (White Fang, 1991) w reżyserii Randala Kleisera jako Jack Conroy, łowca złota z Jukon, który zaprzyjaźnia się z wilczakiem (granym przez Jeda). Wcielił się w postać Fernanda Parrado w ekranizacji powieści Piersa Paula Reada Alive, dramat w Andach (Alive, 1993), dramacie katastroficznym opartym na prawdziwym zdarzeniu, katastrofie lotu Fuerza Aérea Uruguaya 571 z 1972 roku.
W 1994 wyreżyserował teledysk do piosenki Lisy Loeb „Stay (I Missed You)”. Swą kolejną ważną rolą Troya Dyera, próżniaka, który drwi z ambicji swojego miłosnego zainteresowania (Winona Ryder) w słodko-gorzkim obrazie generacji X Bena Stillera Orbitowanie bez cukru (Reality Bites, 1994) potwierdził swój status jednego z najciekawszych aktorów młodego pokolenia. Na planie melodramatu Przed wschodem słońca (Before Sunrise, 1995) po raz pierwszy spotkał się z reżyserem Richardem Linklaterem. Film ten dał początek przyjaźni aktora i reżysera oraz jednej z najciekawszych trylogii w historii kina. Opierające się wyłącznie na rozmowie dwojga bohaterów – granych przez Hawke’a oraz Julie Delpy, reprezentujących skrajnie różne światopoglądy Jessego i Céline – dzieło spotkało się ze wspaniałym przyjęciem, którego ukoronowaniem była nagroda Srebrnego Niedźwiedzia dla najlepszego reżysera dla Linklatera podczas 45. festiwalu w Berlinie.
Przez kolejne lata Hawke brał udział w projektach artystycznych i komercyjnych, w tym w filmie science-fiction Andrew Niccola Gattaca – szok przyszłości (1997) z Umą Thruman czy w nieudanych, uwspółcześnionych adaptacjach znanych dzieł literackich - Wielkich nadziejach (1998) Alfonso Cuarona z Gwyneth Paltrow i Robertem De Niro czy Hamlecie (2000) w tytułowej roli. Wspólnie z Julie Delpy powtórzył role Jessego i Céline w animacji dla dorosłych Życie świadome (Waking Life, 2001) autorstwa Linklatera.
W 2001 został nominowany do Oscara za drugoplanową kreację Jake’a Hoyta, młodego policjanta, który marzy o karierze detektywa do spraw narkotyków w Los Angeles, w filmie sensacyjnym Antoine’a Fuqui Dzień próby (Training Day, 2001). Kolejną nominację zdobył, wspólnie z Richardem Linklaterem i Julie Delpy, za scenariusz Przed zachodem słońca, kontynuacji Przed wschodem słońca (1995).
Wyreżyserował Chelsea Walls, jest także autorem dwóch powieści: „Ash Wednesday” i „The hottest state”.
Od 27 grudnia 2018 do 17 marca 2019 na Broadwayu zagrał postać Lee w sztuce Sama Sheparda True West, uhonorowanej nagrodą Pulitzera w dziedzinie dramatu.

## Życie prywatne
1 maja 1998 poślubił aktorkę Umę Thurman, którą poznał na planie filmu Gattaca – szok przyszłości (1996). Mają dwoje dzieci: córkę Mayę (ur. 1998) i syna Levona (ur. 2002). Jednak w roku 2003 doszło do separacji. Rozwód został sfinalizowany w sierpniu 2005 roku.
Hawke ożenił się po raz drugi w czerwcu 2008 z Ryan Shawhughes, która krótko pracowała jako opiekunka jego dzieci. Mają dwie córki: Indianę (ur. 2008) i Clementine Jane (ur. 2011).

## Filmografia
| Rok  | Tytuł                                                                                | Rola                                  | Reżyser                                      |
| ---- | ------------------------------------------------------------------------------------ | ------------------------------------- | -------------------------------------------- |
| 1985 | Odkrywcy (Explorers)                                                                 | Ben Crandall                          | Joe Dante                                    |
| 1988 | Lwica (Lion’s Den, film krótkometrażowy)                                             | Chris                                 | Bryan Singer, John Ottman                    |
| 1989 | Stowarzyszenie Umarłych Poetów (Dead Poets Society)                                  | Todd Anderson                         | Peter Weir                                   |
| 1989 | Tato (Dad)                                                                           | Billy Tremont                         | Gary David Goldberg                          |
| 1991 | Biały Kieł (White Fang)                                                              | Jack Conroy                           | Randal Kleiser                               |
| 1991 | Niezwykła randka (Mystery Date)                                                      | Tom McHugh                            | Jonathan Wacks                               |
| 1992 | Kraina wód (Waterland)                                                               | Mathew Price                          | Stephen Gyllenhaal                           |
| 1992 | W księżycową jasną noc (A Midnight Clear)                                            | Will Knott                            | Keith Gordon                                 |
| 1993 | W kręgu miłości (Rich in Love)                                                       | Wayne Frobiness                       | Bruce Beresford                              |
| 1993 | Alive, dramat w Andach (Alive: The Miracle of the Andes)                             | Fernando „Nando” Seler Parrado Dolgay | Frank Marshall                               |
| 1994 | Quiz Show                                                                            | Student Don Quixote                   | Robert Redford                               |
| 1994 | Orbitowanie bez cukru (Reality Bites)                                                | Troy Dyer                             | Ben Stiller                                  |
| 1994 | Floundering                                                                          | Jimmy                                 | Peter McCarthy                               |
| 1995 | Przed wschodem słońca (Before Sunrise)                                               | Jesse Wallace                         | Richard Linklater                            |
| 1995 | Ktoś tu kręci (Search and Destroy)                                                   | Roger                                 | David Salle                                  |
| 1997 | Gattaca – szok przyszłości (Gattaca)                                                 | Vincent Anton Freeman / Jerome Morrow | Andrew Niccol                                |
| 1998 | Wielkie nadzieje (Great Expectations)                                                | Finnegan 'Finn' Bell                  | Alfonso Cuarón                               |
| 1998 | Bracia Newton (The Newton Boys)                                                      | Jess Newton                           | Richard Linklater                            |
| 1999 | Zakochany Valentino (The Velocity of Gary)                                           | Nat                                   | Dan Ireland                                  |
| 1999 | Król Joe (Joe the King)                                                              | Len Coles                             | Frank Whaley                                 |
| 1999 | Cedry pod śniegiem (Snow Falling on Cedars)                                          | Ishmael Chambers                      | Scott Hicks                                  |
| 2000 | Hamlet                                                                               | Hamlet                                | Michael Almereyda                            |
| 2001 | Życie świadome (Waking Life)                                                         | Jesse Wallace                         | Richard Linklater                            |
| 2001 | Taśma (Tape)                                                                         | Vince                                 | Richard Linklater                            |
| 2001 | Dzień próby (Training Day)                                                           | Jake Hoyt                             | Antoine Fuqua                                |
| 2002 | The Jimmy Show                                                                       | Ray                                   | Frank Whaley                                 |
| 2003 | Agentka o stu twarzach (Alias)                                                       | Agent CIA James L. Lennox             | odc.: „Double Agent”                         |
| 2004 | Złodziej życia (Taking Lives)                                                        | James Costa / Martin Asher            | D.J. Caruso                                  |
| 2004 | Przed zachodem słońca (Before Sunset)                                                | Jesse Wallace                         | Richard Linklater                            |
| 2005 | Atak na posterunek (Assault on precinct 13)                                          | Sierżant Jake Roenick                 | Jean-François Richet                         |
| 2005 | Pan życia i śmierci (Lord of War)                                                    | Agent Jack Valentine                  | Andrew Niccol                                |
| 2006 | The Hottest State                                                                    | Vince                                 | Ethan Hawke                                  |
| 2006 | Fast Food Nation                                                                     | Pete                                  | Richard Linklater                            |
| 2007 | Nim diabeł dowie się, że nie żyjesz (Before the Devil Knows You're Dead)             | Hank Hanson                           | Sidney Lumet                                 |
| 2007 | Robot Chicken                                                                        | Godzilla Jr. / Jason (głos)           | odc.: „Squaw Bury Shortcake”                 |
| 2008 | Co cię nie zabije (What Doesn't Kill You)                                            | Paulie McDougan                       | Brian Goodman, Rand Ravich                   |
| 2008 | Chelsea on the Rocks (dokumentalny)                                                  | w roli samego siebie                  | Abel Ferrara                                 |
| 2009 | Zakochany Nowy Jork (New York, I Love You)                                           | Scenarzysta                           | Yvan Attal                                   |
| 2009 | Mały Nowy Jork (Staten Island)                                                       | Sully Halverson                       | James DeMonaco                               |
| 2009 | Corso: The Last Beat (dokumentalny)                                                  | Narrator                              | Gustave Reininger                            |
| 2009 | Daybreakers. Świt (Daybreakers)                                                      | Edward Dalton                         | Michael Spierig, Peter Spierig               |
| 2010 | Gliniarze z Brooklynu (Brooklyn’s Finest)                                            | Detektyw Salvatore „Sal” Procida      | Antoine Fuqua                                |
| 2011 | Moby Dick (miniserial TV)                                                            | Starbuck                              | Mike Barker                                  |
| 2011 | Kobieta z piątej dzielnicy (La Femme du Veme)                                        | Tom Ricks                             | Paweł Pawlikowski                            |
| 2012 | Pamięć absolutna (Total Recall)                                                      | Carl Hauser                           | Len Wiseman                                  |
| 2012 | Sinister                                                                             | Ellison Oswalt                        | Scott Derrickson                             |
| 2012 | Mea Maxima Culpa: Milczenie Kościoła (Mea Maxima Culpa: Silence in the House of God) | Pat (głos)                            | Alex Gibney                                  |
| 2013 | Przed północą (Before Midnight)                                                      | Jesse Wallace                         | Richard Linklater                            |
| 2013 | Noc oczyszczenia (The Purge)                                                         | James Sandin                          | James DeMonaco                               |
| 2013 | Wyścig po życie (Getaway)                                                            | Brent Magna                           | Courtney Solomon                             |
| 2014 | Boyhood                                                                              | Mason Sr.                             | Richard Linklater                            |
| 2014 | Przeznaczenie (Predestination)                                                       | The Barkeep / Agent Temporal          | Michael Spierig, Peter Spierig               |
| 2014 | Anarchia (Cymbeline)                                                                 | Iachimo                               | Michael Almereyda                            |
| 2014 | Dobre zabijanie (Good Kill)                                                          | Major Thomas Egan                     | Andrew Niccol                                |
| 2015 | Seymour: An Introduction (film dokumentalny)                                         | w roli samego siebie                  | Ethan Hawke                                  |
| 2015 | Ten Thousand Saints                                                                  | Les                                   | Shari Springer Berman, Robert Pulcini        |
| 2015 | Plan Maggie (Maggie's Plan)                                                          | John                                  | Rebecca Miller                               |
| 2015 | Born to Be Blue                                                                      | Chet Baker                            | Robert Budreau                               |
| 2015 | Regression                                                                           | Bruce Kenner                          | Alejandro Amenábar                           |
| 2016 | Dolina przemocy                                                                      | Paul                                  | Ti West                                      |
| 2016 | Siedmiu wspaniałych                                                                  | Goodnight Robicheaux                  | Antoine Fuqua                                |
| 2016 | The Phenom                                                                           | Hopper Sr.                            | Noah Buschel                                 |
| 2016 | Maudie                                                                               | Everett Lewis                         | Aisling Walsh                                |
| 2017 | Valerian i miasto tysiąca planet                                                     | Jolly the Pimp                        | Luc Besson                                   |
| 2017 | First Reformed                                                                       | Toller                                | Paul Schrader                                |
| 2017 | 24 godziny po śmierci                                                                | Travis Conrad                         | Brian Smrz                                   |
| 2018 | Juliet, Naked                                                                        | Tucker Crowe                          | Jesse Peretz                                 |
| 2019 | The Kid                                                                              | Pat Garrett                           | Vincent D’Onofrio                            |
| 2022 | Wiking (The Northman)                                                                | król Aurvandil                        | Robert Eggers                                |
| 2022 | Moon Knight                                                                          | Arthur Harrow                         | Mohamed Diab, Justin Benson i Aaron Moorhead |
| 2022 | Glass Onion: Film z serii „Na noże” (Glass Onion)                                    | Efficient Man                         | Rian Johnson                                 |
| 2023 | Dziwne ścieżki życia                                                                 | Jake                                  | Pedro Almodóvar                              |
| 2023 | Zostaw świat za sobą                                                                 | Clay Sandford                         | Sam Esmail                                   |
| 2025 | Blue Moon                                                                            | Lorenz Hart                           | Richard Linklater                            |